# Gus Williams
Gus Williams (Mount Vernon, Nueva York, 10 de octubre de 1953-15 de enero de 2025) fue un jugador de baloncesto estadounidense que desarrolló su carrera profesional entre las décadas de 1970 y 1980. Con 1,88 de altura, jugaba en la posición de base. Fue apodado «The wizard» ('el mago'), por su espectacular estilo de juego.  Es hermano del también jugador profesional, ya fallecido, Ray Williams.

## Trayectoria deportiva

### Universidad
Su etapa colegial transcurrió en la Universidad de Southern California, donde en el año 1975 fue elegido en el tercer equipo del All-American, que distingue a los mejores jugadores universitarios del año.

### Profesional
Fue elegido en la segunda elección (vigésima total) de la segunda ronda del Draft de la NBA de 1975 por los Golden State Warriors, completando un buen primer año como novato, al promediar 11,7 puntos y 3,1 rebotes en 22 minutos de juego por partido, siendo elegido en el mejor quinteto de rookies de ese año. De todas formas, no llegó a despuntar en California en los dos años que permaneció en esa franquicia, llegándole el éxito y la fama al fichar por los Seattle Supersonics en 1977. Rápidamente se hizo con el puesto de titular, y su progresión fue evidente, llegando a obtener unas cifras de 23,4 puntos y 6,9 asistencias en la temporada 1981-82. Previamente, lograría su mayor éxito deportivo, al conseguir el anillo de campeón de la NBA en 1979. Pero no todo fue un camino de rosas en Seattle, ya que la temporada 1980-81 la pasó en blanco debido a una disputa por su contrato.
Con 30 años cumplidos abandonó Seattle y fichó por los Washington Bullets, donde todavía rindió durante dos temporadas al más alto nivel, acabando su etapa profesional en Atlanta Hawks, donde apenas disputó 30 partidos. Sus estadísticas totales en la NBA fueron de 17,1 puntos y 5,6 asistencias por partido.

## Estadísticas de su carrera en la NBA
|  | Denota temporadas en las que ganó el Campeonato de la NBA |

### Temporada regular
| Año      | Equipo       | PJ  | PT  | MPP  | %TC  | %3P  | %TL   | RPP | APP | ROB | TPP | PPP  |
| -------- | ------------ | --- | --- | ---- | ---- | ---- | ----- | --- | --- | --- | --- | ---- |
| 1975-76  | Golden State | 77  | –   | 22.4 | .428 | –    | .742  | 2.1 | 3.1 | 1.8 | 0.3 | 11.7 |
| 1976-77  | Golden State | 82  | –   | 23.5 | .464 | –    | .747  | 2.8 | 3.6 | 1.5 | 0.2 | 9.3  |
| 1977-78  | Seattle      | 79  | –   | 32.6 | .451 | –    | .817  | 3.2 | 3.7 | 2.3 | 0.5 | 18.1 |
| 1978-79† | Seattle      | 76  | –   | 29.8 | .495 | –    | .775  | 3.2 | 4.0 | 2.1 | 0.4 | 19.2 |
| 1979-80  | Seattle      | 82  | –   | 36.2 | .482 | .194 | .788  | 3.4 | 4.8 | 2.4 | 0.5 | 22.1 |
| 1981-82  | Seattle      | 80  | 80  | 36.0 | .486 | .225 | .734  | 3.1 | 6.9 | 2.2 | 0.5 | 23.4 |
| 1982-83  | Seattle      | 80  | 80  | 34.5 | .477 | .047 | .751  | 2.6 | 8.0 | 2.3 | 0.3 | 20.0 |
| 1983-84  | Seattle      | 80  | 80  | 35.2 | .458 | .160 | .750  | 2.6 | 8.4 | 2.4 | 0.3 | 18.7 |
| 1984-85  | Washington   | 79  | 78  | 37.5 | .430 | .290 | .725  | 2.5 | 7.7 | 2.3 | 0.4 | 20.0 |
| 1985-86  | Washington   | 77  | 67  | 29.7 | .428 | .259 | .734  | 2.2 | 5.9 | 1.2 | 0.2 | 13.5 |
| 1986-87  | Atlanta      | 33  | 0   | 14.6 | .363 | .278 | .675  | 1.2 | 4.2 | 0.5 | 0.2 | 4.5  |
| Total    | Total        | 825 | 385 | 31.1 | .461 | .238 | .756  | 2.7 | 5.6 | 2.0 | 0.4 | 17.1 |
| All-Star | All-Star     | 2   | 1   | 20.5 | .429 | .000 | 1.000 | 1.5 | 6.5 | 1.0 | 0.0 | 14.0 |

### Playoffs
| Año   | Equipo       | PJ | PT | MPP  | %TC  | %3P  | %TL  | RPP | APP  | ROB | TPP | PPP  |
| ----- | ------------ | -- | -- | ---- | ---- | ---- | ---- | --- | ---- | --- | --- | ---- |
| 1976  | Golden State | 11 | –  | 16.2 | .353 | –    | .667 | 1.3 | 2.4  | 1.0 | 0.0 | 6.7  |
| 1977  | Golden State | 10 | –  | 18.4 | .500 | –    | .857 | 1.5 | 2.5  | 0.8 | 0.1 | 8.8  |
| 1978  | Seattle      | 22 | –  | 31.9 | .477 | –    | .726 | 3.9 | 4.0  | 2.0 | 0.5 | 18.3 |
| 1979† | Seattle      | 17 | –  | 36.4 | .476 | –    | .709 | 4.1 | 3.7  | 2.0 | 0.6 | 26.7 |
| 1980  | Seattle      | 15 | –  | 37.6 | .514 | .200 | .721 | 4.0 | 5.6  | 2.3 | 0.5 | 23.7 |
| 1982  | Seattle      | 8  | –  | 39.4 | .441 | .333 | .786 | 3.3 | 8.1  | 1.6 | 0.6 | 26.3 |
| 1983  | Seattle      | 2  | –  | 40.5 | .553 | .000 | .867 | 3.5 | 4.0  | 2.5 | 0.0 | 32.5 |
| 1984  | Seattle      | 5  | –  | 43.0 | .510 | .333 | .714 | 2.4 | 11.4 | 1.6 | 0.6 | 23.4 |
| 1985  | Washington   | 4  | 4  | 39.8 | .423 | .300 | .750 | 2.0 | 5.0  | 1.3 | 0.3 | 18.0 |
| 1986  | Washington   | 5  | 5  | 39.8 | .481 | .100 | .778 | 2.0 | 6.6  | 2.2 | 0.0 | 18.2 |
| Total | Total        | 99 | 9  | 32.5 | .476 | .231 | .737 | 3.1 | 4.7  | 1.8 | 0.4 | 19.5 |

## Logros personales
- Campeón de la NBA en 1979.
- Elegido en el mejor quinteto de rookies en 1976.
- Elegido en 2 ocasiones para el All-Star Game.
- Elegido en el mejor quinteto de la NBA en 1982 y en el segundo mejor en 1980.
- Su camiseta con el número 1 fue retirada por los Seattle Supersonics como homenaje.